# Fritillaria unibracteata
Fritillaria unibracteata är en liljeväxtart som beskrevs av P.K.Hsiao och K.C.Hsia. Fritillaria unibracteata ingår i Klockliljesläktet och i familjen liljeväxter.

## Underarter
Arten delas in i följande underarter:
- F. u. longinectarea
- F. u. unibracteata
- F. u. wabuensis